# Lars Ahlström (militär)
Lars Erik Ahlström, född 16 februari 1923 i Uddevalla församling i Göteborgs och Bohus län, död 30 september 2005 i Örgryte församling i Västra Götalands län, var en svensk militär.

## Biografi
Efter studentexamen i Uppsala 1941 avlade Ahlström marinofficersexamen vid Kungliga Sjökrigsskolan 1944 och utnämndes samma år fänrik vid Älvsborgs kustartilleriregemente. Under sitt första år som officer tjänstgjorde han vid beredskapsförband på västkusten, varefter han var instruktionsofficer vid ett rörligt 21 cm kustartilleribatteri vid Älvsborgs kustartilleriregemente i Göteborg och Åsa. Han befordrades 1946 till löjtnant. ”Intresset för flygvapnet och den på 1940-talet snabba utvecklingen på radar- och fototeknikens områden ledde till att han ansökte om utbildning till marin flygspanare. Han fullföljde spanarutbildning vid F 2 i Hägernäs och F 11 i Nyköping 1947–49 samt 1951. Hans utbildning inträffade under en intressant period i det svenska spaningsflygets historia, då flera radarutrustade flygplanstyper anskaffades. Flygspaningsutbildningen och efterföljande krigsplacering vid spaningsflottilj gav Lars Ahlström många vänner och kontakter inom flygvapnet och var en god grund för hans långa operativa verksamhet inom Försvarsmakten.”
Åren 1951–1953 gick Ahlström Allmänna kursen och Högre stabskursen vid Kungliga Sjökrigshögskolan, varefter han 1953–1958 tjänstgjorde i staben vid Göteborgs kustartilleriförsvar: först som adjutant och därefter som operationsofficer. Han befordrades 1955 till kapten. Under åren närmast efter 1958 tjänstgjorde han vid Underrättelseavdelningen på Försvarsstaben samtidigt som han på deltid var lärare i kustartilleritaktik vid Kungliga Sjökrigsskolan (1958–1959) och Militärhögskolan. År 1963 befordrades han till major och han var 1963–1964 lärare vid Kustartilleriets skjutskola. Han befordrades till överstelöjtnant 1966, varefter han 1966–1971 var chef för Underrättelse- och säkerhetsavdelningen vid staben i Södra militärområdet och 1971–1973 chef för Operationssektionen vid staben i Västra militärområdet. Under åtta månader 1971 tjänstgjorde han i Neutrala nationernas övervakningskommission i Korea.
Ahlström var försvarsattaché vid ambassaden i Oslo 1973–1977 och befordrades till överste 1974. Han var chef för Älvsborgs kustartilleriregemente 1978–1981. År 1981 befordrades han till överste av första graden, varpå han 1981–1983 var chef för Norrlandskustens kustartilleriförsvar med Härnösands kustartilleriregemente. ”Båda hans sista befattningar innebar att han fick gå i hård clinch med försvars- och organisationsutredningar för att motivera bibehållandet i den hårdbantade Försvarsmakten av de organisationer han företrädde.”
Lars Ahlström invaldes 1974 som ledamot av Kungliga Örlogsmannasällskapet.
Lars Ahlström var son till disponent David Ahlström och Ingrid Zachrisson. Han var gift med Iréne Lundqvist. Lars Ahlström begravdes på Östra kyrkogården i Göteborg.